# Schots Open 2013
Het Schots Open is een golftoernooi van de Europese PGA Tour. In 2013 werd het op de Castle Stuart Golf Links bij Inverness  gespeeld van 11-14 juli.
Het Schots Open wordt al jarenlang in de week voor het Brits Open gespeeld. zodat de spelers van de Amerikaanse en Aziatische Tour op tijd naar Europa kunnen komen en hun jetlag kunnen verwerken voordat ze het Brits Open spelen, dat in 2013 ook in Schotland plaatsvindt. Jeev Milkha Singh won het Schots Open in 2012, maar dit keer was het Phil Mickelson die in de play-off won van Branden Grace.

## Verslag
De par van de baan is 72.

### Ronde 1
John Parry startte in de eerste partij en ging met acht birdies meteen aan de leiding. Simon Khan sloot daar mooi op aan met een eagle op zijn laatste hole. Nicolas Colsaerts speelde ook vroeg, en bleef 2 onder par. Robert-Jan Derksen sloeg als laatste af en kwam met een mooie 67 binnen.

### Ronde 2
Jamie Elson begon zij n ronde op hole 89 en na negen holes stond hij al op -4. In de volgende vijf holes maakte hij nog drie birdiesm waarna twee bogeys zijn score weer wat bijstelde. Met een totaal van -11 kwam hij aan de leiding en niemand haalde hem in.

Chris Doak stond na twaalf holes al op -6 en met een totaal van -12 stond hij vanaf dat moment aan de leiding. De 23-jarige Amerikaan Peter Uihlein was toen al binnen op -11. Door een bogey op hole 17 liet Doak de Amerikaan even naast zich komen maar na een birdie op de laatste hole stond hij weer alleen aan de leiding.
Een van de vreemde spelers in de groep is Yevgeny Kafelnikov. Toen hij in 2005 met tennis stopte, begon hij met golf en hij heeft nog steeds de droom dat hij zijn land in 2016 op de Olympische spelen gaat vertegenwoordigen. Op uitnodiging heeft hij nu tien toernooien gespeeld, 7 op de Challenge Tour en 3 op de Europese Tour, maar nog nergens bij benadering de cut gehaald. Zijn gemiddelde score was 80.9 in die toernooien. Deze week maakte hij rondes van 84 en 83. In 2011 won hij het Russisch PGA kampioenschap, Maria Verchenova won bij de dames.

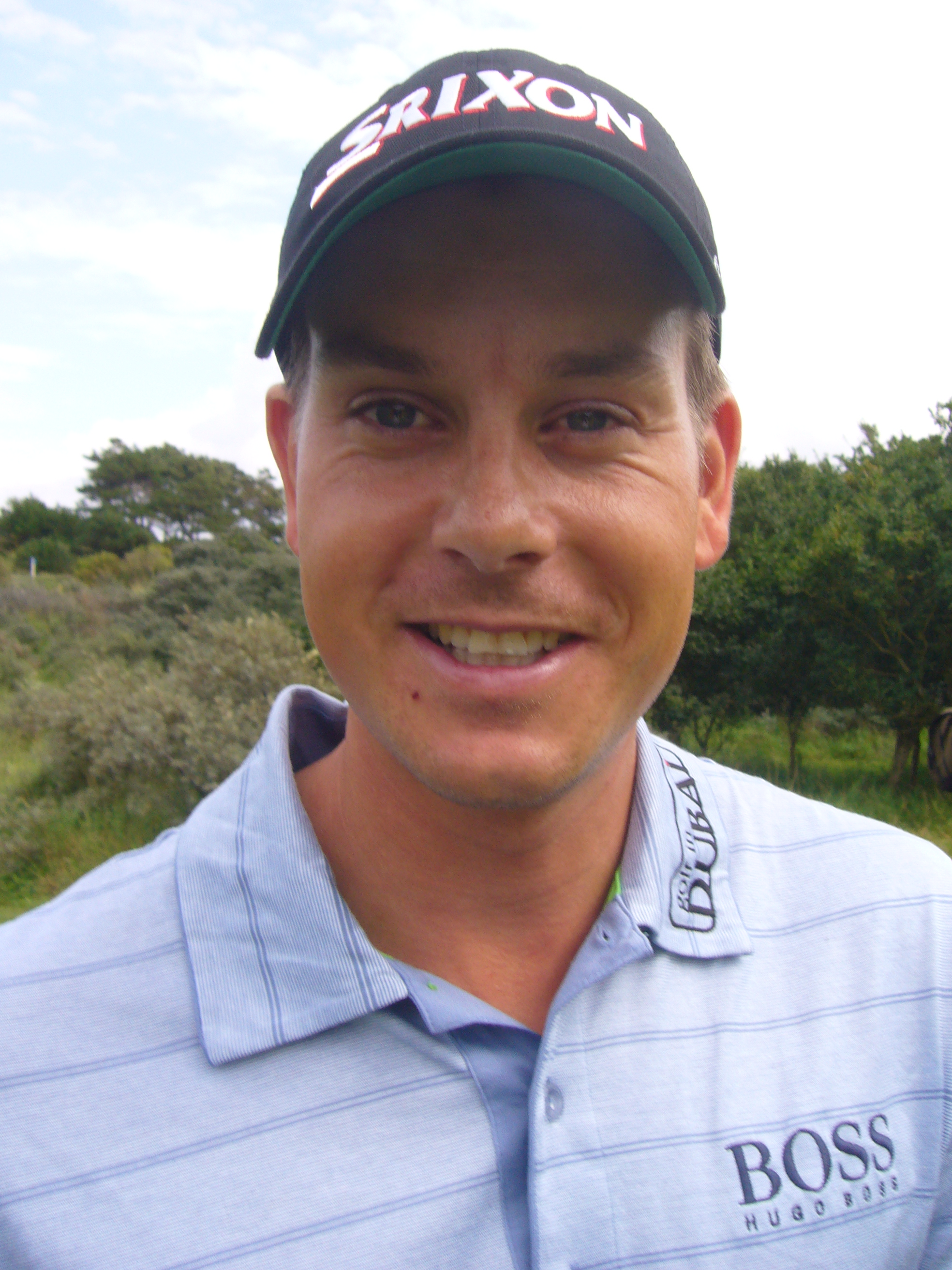
Stenson

### Ronde 3
De net twintigjarige Matteo Manassero staat al nummer 26 op de wereldranglijst. Hij stond op -2 toen hij op hole 8 een hole-in-one maakte, een par 3 van 154 meter (168 yards). Van de Europese Tour kreeg hij een Jéroboam (3 literfles) Laurent Perrier, maar als hij dat op hole 11 zou hebben gedaan, zou hij 168 flessen Laurent Perrier hebben gewonnen, 1 fles per yard. In zijn laatste zes holes verloor hij drie slagen waardoor zijn eindresultaat -1 was. 

Jacquelin eindigde met een eagle en kwam, net als Gareth Maybin, op -13 te staan, voorlopig aan de leiding. Phil Mickelson slaagde er net op de laatste hole in om hen in te halen, en daarna kwamen nog enkele spelers op een betere score.

### Ronde 4
In veel opzichten werd dit een bijzondere week voor Phil Mickelson, die hier zijn eerste overwinning op de Britse eilanden behaalde.  Voor hem persoonlijk was het ook belangrijk om op een links-golfbaan te winnen, dat was hem nooit eerder gelukt. Hij deed al 11 keer mee op het Schots Open, in 2007 verloor hij de play-off van Grégory Havret, nu won hij de play-off van Branden Grace.

Nicolas Colsaerts en Marcel Siem maakten een ronde van 69 waardoor zij naar de top-10 stegen, Martin Laird maakte 68 en steeg zelfs naar de 5de plaats.
- Scores

| Naam                 | Score R1 | Score R1 | Nr   | Score R2 | Score R2 | Totaal | Nr  | Score R3 | Score R3 | Totaal | Nr  | Score R4 | Score R4 | Totaal | Nr  |
| -------------------- | -------- | -------- | ---- | -------- | -------- | ------ | --- | -------- | -------- | ------ | --- | -------- | -------- | ------ | --- |
| Phil Mickelson       | 66       | -6       | T3   | 70       | -2       | -8     | T13 | 66       | -6       | -14    | T2  | 69       | -3       | -17    | 1   |
| Branden Grace        | 71       | -1       | T    | 65       | -7       | -8     | T13 | 66       | -6       | -14    | T2  | 69       | -3       | -17    | 2   |
| Henrik Stenson       | 70       | -2       | T68  | 64       | -8       | -10    | T5  | 66       | -6       | -16    | 1   | 73       | +1       | -15    | T3  |
| JB Hansen            | 68       | -4       | T23  | 65       | -7       | -11    | T2  | 69       | -3       | -14    | T2  | 71       | -1       | -15    | T3  |
| John Parry           | 64       | -8       | 1    | 72       | par      | -8     | T13 | 66       | -6       | -14    | T2  | 72       | par      | -14    | T5  |
| Gareth Maybin        | 69       | -3       | T45  | 70       | -2       | -5     | T46 | 64       | -8       | -13    | T6  | 71       | -1       | -14    | T5  |
| Raphaël Jacquelin    | 68       | -4       | T    | 70       | -2       | -6     | T34 | 65       | -7       | -13    | T6  | 72       | par      | -13    | T8  |
| Nicolas Colsaerts    | 70       | -2       | T68  | 68       | -4       | -6     | T32 | 68       | -4       | -10    | T15 | 69       | -3       | -13    | T8  |
| Peter Uihlein        | 67       | -5       | T10  | 66       | -6       | -11    | T2  | 70       | -2       | -13    | T6  | 74       | +2       | -11    | T10 |
| Marcel Siem          | 67       | -5       | T10  | 69       | -3       | -8     | T13 | 72       | par      | -8     | T35 | 69       | -3       | -11    | T10 |
| Chris Doak           | 66       | -6       | T3   | 66       | -6       | -12    | 1   | 73       | +1       | -11    | T12 | 73       | +1       | -10    | T12 |
| Simon Khan           | 65       | -7       | 2    | 69       | -3       | -10    | T5  | 70       | -2       | -12    | T9  | 75       | +3       | -9     | T17 |
| Ross Fisher          | 68       | -4       | T23  | 65       | -7       | -11    | T2  | 73       | +1       | -10    | T15 | 74       | +2       | -8     | T24 |
| Chris Paisley        | 70       | -2       | T68  | 65       | -7       | -9     | T10 | 71       | -1       | -10    | T15 | 75       | +3       | -7     | T31 |
| Kiradech Aphibarnrat | 66       | -6       | T3   | 73       | +1       | -5     | T45 | 68       | -4       | -9     | T23 | 75       | +3       | -6     | T38 |
| Robert-Jan Derksen   | 67       | -5       | T10  | 69       | -3       | -8     | T13 | 72       | par      | -8     | T35 | 75       | +3       | -5     | T42 |
| Francesco Molinari   | 69       | -3       | T45  | 66       | -6       | -9     | T10 | 72       | par      | -9     | T23 | 76       | +4       | -5     | T42 |
| James Morrison       | 66       | -6       | T3   | 68       | -4       | -10    | T5  | 75       | +3       | -7     | T42 | 75       | +3       | -3     | T49 |
| Matthew Southgate    | 69       | -3       | T45  | 64       | -8       | -11    | T2  | 71       | -1       | -12    | T9  | 81       | +9       | -3     | T57 |
| Thomas Pieters       | 70       | -2       | T68  | 71       | -1       | -3     | MC  |          |          |        |     |          |          |        |     |
| Maarten Lafeber      | 73       | +1       | T129 | 68       | -4       | -3     | MC  |          |          |        |     |          |          |        |     |

| Leider |  | Toernooirecord |  | MC = missed cut = cut gemist |  | DQ = disqualified |

## Spelers
| - Felipe Aguilar - Thomas Aiken - Björn Åkesson - Fredrik Andersson Hed - Kiradech Aphibarnrat - Matthew Baldwin - Seve Benson - Thomas Bjørn (1996) - Richard Bland - Grégory Bourdy - Kristoffer Broberg - Daniel Brooks - Rafa Cabrera Bello - Jorge Campillo - Alejandro Cañizares - Magnus A. Carlsson - Paul Casey - Christian Cévaër - S.S.P Chowrasia - Darren Clarke - Robert Coles - Nicolas Colsaerts - Eduardo de la Riva - Matteo Delpodio - Robert-Jan Derksen - Chris Doak - Andrew Dodt - David Drysdale - Victor Dubuisson - Simon Dyson - Johan Edfors - Ernie Els (2000, 2003) - Niclas Fasth - Darren Fichardt - Richard Finch - Oliver Fisher - Ross Fisher - Tommy Fleetwood - Oscar Florén - Mark Foster - Marcus Fraser | - Lorenzo Gagli - Stephen Gallacher - Ignacio Garrido - Jean-Baptiste Gonnet - Ricardo Gonzalez - Tano Goya - Branden Grace - Richard Green - Emiliano Grillo - JB Hansen - Søren Hansen - Padraig Harrington - Andreas Hartø - Grégory Havret - Scott Henderson - Scott Henry - David Higgins - Michael Hoey - Keith Horne - David Horsey - David Howell - Mikko Ilonen - Raphaël Jacquelin - Thongchai Jaidee - Scott Jamieson - Lasse Jensen - Miguel Angel Jiménez - Alexandre Kaleka - Simon Khan - Maximilian Kieffer - Søren Kjeldsen - Brooks Koepka - Espen Kofstad - Jbe' Kruger - Maarten Lafeber - Joakim Lagergren - Martin Laird - Moritz Lampert - José Manuel Lara - Pablo Larrazábal - Paul Lawrie | - Peter Lawrie - Craig Lee - Thomas Levet (2004) - Alexander Levy - Tom Lewis - Wen-chong Liang - Sam Little - Chris Lloyd - Gary Lockerbie - Shane Lowry - Mikael Lundberg - David Lynn - Morten Ørum Madsen - Matteo Manassero - Gareth Maybin - Richard McEvoy - Paul McGinley - Damien McGrane - Phil Mickelson - Francesco Molinari - James Morrison - Garth Mulroy - Matthew Nixon - Alex Norén - José María Olazabal - Thorbjørn Olesen - Hennie Otto - Chris Paisley - John Parry - Eddie Pepperell - Thomas Pieters - Phillip Price - Julien Quesne - Alvaro Quiros - Richie Ramsay - Robert Rock - Ricardo Santos - Marcel Siem - Jeev Milkha Singh (2012) - Joel Sjöholm - Lee Slattery | - Anthony Snobeck - Matthew Southgate - Henrik Stenson - Richard Sterne - Graeme Storm - Andy Sullivan - Alessandro Tadini - Michael Thompson - Simon Thornton - Mark Tullo - Peter Uihlein - Jaco Van Zyl - Simon Wakefield - Eduardo de la Riva - Richard Wallis - Justin Walters - Paul Waring - Marc Warren - Romain Wattel - Steve Webster - Peter Whiteford - Martin Wiegele - Bernd Wiesberger - Danny Willett - Chris Wood - Fabrizio Zanotti Voormalige winnaars - Grégory Havret (2007) - Johan Edfors (2006) Invitaties - James Byrne - Alastair Forsyth - Kyung-nam Kang - Callum Macaulay - Gary Orr - Sandy Lyle - Thomas Pieters Nationale Orders of Merit - Richard Wallis - David Higgins - Greig Hutcheon |